# Chrysosoma ruyuanense
Chrysosoma ruyuanense är en tvåvingeart som beskrevs av Zhu och Yang 2005. Chrysosoma ruyuanense ingår i släktet Chrysosoma och familjen styltflugor. Inga underarter finns listade i Catalogue of Life.